# Ctenichneumon rothneyi
Ctenichneumon rothneyi är en stekelart som först beskrevs av Cameron 1897.  Ctenichneumon rothneyi ingår i släktet Ctenichneumon och familjen brokparasitsteklar. Inga underarter finns listade i Catalogue of Life.